# Севлиевска духовна околия
Севлиевската духовна околия е околия и ариерейско наместничество с център град Севлиево, част от Великотърновската епархия на Българската православна църква.

## Храмове
- с. Агатово – „Св. Димитър“ – свещ. ик. Стефан Стефанов Попски – тел. 0675/ 3 27 28; тел. 0675/ 3 31 59; GSM 0886907662.
- с. Батошево – „Св. Димитър“ – свещ. Христо Петков Чолаков.
- с. Бериево – „Св. Троица“ – прот. Кръстьо Дончев Тодоров – тел. 067398/ 425; GSM 0899631227.
- с. Боазът – „Рождество Богородично“ – свещ Созонт /Живко Славов/-0899733412
- с. Богатово – „Св. Параскева“ – свещ. ик. Спас Марков Спасов – тел. 0675/ 3 32 96; GSM 0887508007.
- с. Горна Росица – „Св. арх. Михаил“ – свещ. ик. Стефан Стефанов Попски – тел. 0675/ 3 27 28; GSM 0886907662.
- с. Горско Калугерово – „Св. Параскева“ – свещ. ик. Стефан Стефанов Попски – тел. 0675/ 3 27 28; GSM 0886907662.
- с. Градище – „Рождество Пресв. Богородица“ – свещ. ик. Стефан Стефанов Попски – тел. 0675/ 3 27 28; GSM 0886907662.
- с. Градница – „Св.арх. Михаил“ – свещ. Марко Спасов Марков – тел. 0675/ 3 32 96; GSM 0887365007.
- с. Гъбене – „Св. Троица“ – свещ. Димитър Атанасов Петров – тел. 066/ 80 17 63.
- с. Дамяново – „Св. Димитър“ – свещ. ик. Стефан Стефанов Попски – тел. 0675/ 3 27 28; GSM 0886907662.
- с. Добромирка – „Св. Димитър“ – свещ. ик. Спас Марков Спасов – тел. 0675/ 3 32 96; GSM 0887508007.
- с. Драгиевци – „Св. Николай“ – свещ. Марко Спасов Марков – тел. 0675/ 3 32 96; GSM 0887365007.
- с. Душево – „Св. Параскева“ – свещ. Марко Спасов Марков – тел. 0675/ 3 32 96; GSM 0887365007.
- с. Енев рът – „Рождество Богородично“ – прот. Стилиян Илиев Витлеемов – тел. 067305/ 384; GSM 0887977522.
- с. Идилево – „Св. Параскева“ – свещ. Георги Йорданов Йорданов, GSM 0899156257.
- с. Кормянско – „Свети Димитър“ – свещ. Марко Спасов Марков – тел. 0675/3 32 96; GSM 0887365007.
- с. Крамолин – „Св. Възнесение“ – архим. Георгий /Георги/ Цветанов Сотиров – тел. 0610/ 41 87; GSM 0896687417.
- с. Крушево – „Св. Николай“ – свещ. ик. Спас Марков Спасов – тел. 0675/ 3 32 96; GSM 0887508007.
- с. Кръвеник – „Св. Николай“ – ст. ик. Илия Иванов Недялков – тел. 067303/357.
- с. Купен – „Св. Параскева“ – ст. ик. Цвятко Христов Цвятков.
- с. Младен – „Св. Параскева“ – свещ. ик. Стефан Стефанов Попски – тел. 0675/ 3 27 28, GSM 0886907662.
- с. Млечево – „Св. Димитър“ – свещ. Созонт /Живко Славов/-0899733412
- с. Петко Славейково – „Св. Параскева“ – свещ. ик. Спас Марков Спасов – тел. 0675/ 3 32 96; GSM 0887508007.
- с. Ряховците – „Св. арх. Михаил“ – прот. Кръстьо Дончев Тодоров – тел. 067398/ 425; GSM 0899631227.
- гр. Севлиево – „Св. Пророк Илия“ – свещ. ик. Спас Марков Спасов – тел. 0675/ 3 32 96; GSM 0887508007.
- гр. Севлиево – „Св. Троица“ – свещ. ик. Стефан Стефанов Попски – тел. 0675/ 3 27 28; GSM 0886907662.
- с. Селище – „Св.вмчк. Георги“ – ст. ик. Илия Иванов Недялков – тел.067303/357.
- с. Сенник – „Св. Йоан Рилски“ – свещ. Марко Спасов Марков – тел. 0675/ 3 32 96; GSM 0887365007.
- с. Стоките – „Св. Димитър“ – ст. ик. Цвятко Христов Цвятков.
- с. Столът – „Св. Георги“ – свещ Созонт /Живко Славов/-0899733412
- с. Търхово – „Св.вмчк Димитрий“ – свещ. ик. Стефан Стефанов Попски – тел. 0675/ 3 27 28; GSM 0886907662.
- с. Угорелец – „Св. Йоан Рилски“ – ст. ик. Цвятко Христов Цвятков.
- с. Хирево – „Св. св. безсребр. Козма и Дамян“ – свещ. ик. Стефан Стефанов Попски – тел. 0675/ 3 27 28; GSM 0886907662.
- с. Шумата – „Св. Димитър“ – свещ. Христо Петков Чолаков.
- с. Яворец – „Св.вмчк Димитрий“ – свещ. Марко Спасов Марков – тел. 0675/ 3 32 96; GSM 0887365007.

## Манастири
- Батошевски манастир „Въведение Богородично“
- Батошевски манастир „Успение Богородично“